# Everton (Arkansas)
Everton es un pueblo ubicado en el condado de Boone en el estado estadounidense de Arkansas. En el Censo de 2010 tenía una población de 133 habitantes y una densidad poblacional de 108,8 personas por km².

## Geografía
Everton se encuentra ubicado en las coordenadas 36°9′15″N 92°54′34″O / 36.15417, -92.90944. Según la Oficina del Censo de los Estados Unidos, Everton tiene una superficie total de 1.22 km², de la cual 1.22 km² corresponden a tierra firme y (0%) 0 km² es agua.

## Demografía
Según el censo de 2010, había 133 personas residiendo en Everton. La densidad de población era de 108,8 hab./km². De los 133 habitantes, Everton estaba compuesto por el 90.98% blancos, el 0.75% eran afroamericanos, el 3.76% eran amerindios, el 0% eran asiáticos, el 0% eran isleños del Pacífico, el 0.75% eran de otras razas y el 3.76% pertenecían a dos o más razas. Del total de la población el 0.75% eran hispanos o latinos de cualquier raza.